# نجم جمهورية إندونيسيا
نجم جمهورية إندونيسيا (بالإندونيسية: Bintang Republik Indonesia) هو أعلى وسام في إندونيسيا يُمنح لكل من المدنيين والعسكريين لتقديمهم خدمات للجمهورية والشعب. تم تأسيسه رسميًا في عام 1959.